# Félegész számok
A matematikában a félegészek olyan számok, amelyek formája
{\displaystyle n+1/2},
ahol az {\displaystyle n} egész szám. Például
4½, 7/2, ‒13/2, 8,5
valamennyi félegész szám. Megjegyzendő, hogy egy egész szám fele nem feltétlenül félegész szám: a páros számok fele egész szám, nem pedig félegész. Pontosan fogalmazva, a félegészek olyan számok, amelyek páratlan számok feleként állnak elő.
A félegész számok halmazára gyakran a következő jelölést használják:
{\displaystyle \mathbb {Z} +{1 \over 2}.}
A diadikus törtek (a nevező 2 hatványa) speciális esete.

## Használat
- Az egészekkel együtt csoportot alkotnak az összeadásra. Ezt a csoportot {\displaystyle {\frac {1}{2}}\mathbb {Z} } jelöli.[2] Azonban, mivel két félegész szám szorzata nem egész, vagy félegész, ezért a szorzásra és az összeadásra nem alkotnak gyűrűt.[3]

A félegész számok a matematika több területén előfordulnak, ezért célszerű volt speciális kifejezést bevezetni rájuk.
- A részecskefizikában a fermionok spinje félegész értékű.[4] Ennek következménye a Pauli-féle kizárási elv.[5]
- A kvantum harmonikus oszcillátor energiaszintjei félegészek, így a legkisebb energiájuk nem lehet nulla.[6]
- Az algebrában a Hurwitz-egészek olyan kvaterniók, amelynek a komponensei vagy valamennyi egész, vagy valamennyi félegész szám.[7]
- Négy dimenzióban a legsűrűbb gömbpakolásban a gömbök középpontjai azokat a pontokat foglalják el, amelyek minden koordinátája egész vagy félegész. Ez a Hurwitz-egészekkel áll kapcsolatban.[8]
- A rácssokszögek területe egész vagy félegész szám.
- A faktoriális kiterjesztése a teljes gamma-függvény. Ennek értéke félegész számokra a gömbtérfogat képletében is megjelenik:[9]

{\displaystyle V_{n}(R)={\frac {\pi ^{n/2}}{\Gamma ({\frac {n}{2}}+1)}}R^{n}.}
ahol n a dimenzió, és R a gömb sugara.
- Félegész számokra a gammafüggvény értéke négyzetgyök π egész számú többszöröse:[10]

{\displaystyle \Gamma \left({\frac {1}{2}}+n\right)={\frac {(2n-1)!!}{2^{n}}}\,{\sqrt {\pi }}={(2n)! \over 4^{n}n!}{\sqrt {\pi }}}
ahol n!! szemifaktoriális (dupla faktoriális).